# Раян Рейнольдс
Ра́ян Ро́дні Ре́йнольдс (англ. Ryan Rodney Reynolds; нар. 23 жовтня 1976, Ванкувер, Британська Колумбія, Канада) — канадський актор кіно та телебачення. Здобув популярність після ролей у фільмах «Король Вечірок» і «Пастка для туриста». Номінант на премію «Золотий глобус» 2017 року за найкращу чоловічу роль — комедія або мюзикл у фільмі «Дедпул».
За підсумками 2019 року перебуває на 3-му місці рейтингу Forbes серед найбільш високооплачуваних акторів; його заробіток склав $71,5 млн (18-е місце в загальному рейтингу знаменитостей). 9 лютого 2020 року став власником футбольного клубу «Рексем» з Уельсу.

## Біографія

### Дитячі роки
Рейнольдс народився 23 жовтня 1976 року у Ванкувері в сім'ї колишнього поліцейського Джеймса Рейнольдса та працівниці роздрібних продаж Темі Рейнольдс. По виході на пенсію батько зробив кар'єру як агент оптових продаж. У сім'ї було четверо хлопців, із котрих Раян був наймолодший. У 1994 році він закінчив середню школу і мав декілька дрібних робіт у Ванкувері — в клубі яхтсменів, продовольчому магазині і пізніше навіть створив власну комедійну трупу.

### Кар'єра
Кар'єра Рейнольдса почалася ще у підлітковому віці, коли він отримав роль Біллі в канадській юнацькій мильній опері «Пагорок». Пізніше, Рейнольдс зіграв у фільмі сатиричної компанії National Lampoon під назвою «Ван Вайлдер» і в одному з американських комічних телесеріалів в ролі студента-медика Майкла Берґа Берґена. Він також виконав роль самого себе — камео в картині «Гарольд і Кумар уходять у відрив» як фельдшер. У 2005 зіграв роль офіціанта і музичного виконавця в романтичній комедії «Просто друзі» разом з актрисами Емі Смарт і Анною Феріс.
Хоча Раян грав здебільшого комічні ролі, йому також вдалося зіграти одну з провідних ролей у фільмі «Жах Амітвіля». Далі були ролі у трилерах і пригодницьких фільмах, які вимагали від актора додаткової підготовки. Він також зіграв роль агента ФБР у фільмі «Козирні тузи».
У 2010 році він зіграв головну роль в іспанському трилері Родріго Кортеса «Похований живцем».
У 2011 Рейнольдс зіграв головну роль в фільмі «Зелений ліхтар», екранізації однойменного коміксу про супергероїв.

### Особисте життя
З 2002–2007 рр. Рейнольдс довгий час зустрічався з відомою канадською співачкою Аланіс Моріссетт. У 2004 році були оголошені заручини, але у 2007 р. вони розійшлися. Пізніше Рейнольдс зустрічався з актрисою Скарлет Йохансон і 5 травня 2008 р. були оголошені заручини з нею. Шлюб між обома акторами відбувся 27 вересня 2008 року, у Канаді. В грудні 2010 року, пара розлучилася. Потім він зустрічався зі своєю колегою по фільму «Зелений ліхтар» — Блейк Лайвлі. 14 вересня 2012 року вони одружилися. Пара має чотирьох доньок: перша — Джеймс, народилася в грудні 2014 року, друга — Інес, народилася у вересні 2016 року, третя донька Бетті народилася 2019 року та Олін, яка народилася 13 лютого 2023.

## Активізм
Під час повномасштабного російського вторгнення в Україну, яке є частиною російсько-української війни, актор виставив пост в Інстаграмі на підтримку українських біженців. Раян закликав жертвувати кошти до Управління Верховного комісара ООН у справах біженців в США і сам пожертвував 1 мільйон доларів на допомогу Україні.

## Фільмографія

### Кінофільми
| Рік  |    | Українська назва                 | Оригінальна назва                     | Роль                                  |
| ---- | -- | -------------------------------- | ------------------------------------- | ------------------------------------- |
| 1993 | ф  | Звичайна магія                   | Ordinary Magic                        | Джеффрі «Ґанеша» Мур                  |
| 1997 | ф  | Життя в часи війни               | Life During Wartime                   | Говард Ансона                         |
| 1999 | ф  | Скоро                            | Coming Soon                           | Генрі Ліпшиц                          |
| 1999 | ф  | Подруги президента               | Dick                                  | Чіп                                   |
| 2000 | ф  | Їх поміняли мізками              | Big Monster on Campus                 | Карл О'Рейлі                          |
| 2000 | ф  | Ми всі впали                     | We All Fall Down                      | Червоні туфлі                         |
| 2001 | ф  | Винагороду тому, хто знайде      | Finder's Fee                          | Квіглі                                |
| 2002 | ф  | Король вечірок                   | National Lampoon's Van Wilder         | Ван Вайлдер                           |
| 2002 | ф  | Кіт у мішку                      | Buying the Cow                        | Майк Генсон                           |
| 2003 | ф  | Весільна вечірка                 | The In-Laws                           | Марк Тобіас                           |
| 2003 | ф  | Захист від дурня                 | Foolproof                             | Кевін                                 |
| 2004 | ф  | Гарольд і Кумар відриваються     | Harold & Kumar Go to White Castle     | медбрат                               |
| 2004 | ф  | Блейд: Трійця                    | Blade: Trinity                        | Ганнібал Кінг                         |
| 2005 | ф  | Жах Амітівілля                   | The Amityville Horror                 | Джордж Латс                           |
| 2005 | ф  | Велика жратва                    | Waiting…                              | Монті                                 |
| 2005 | ф  | Просто друзі                     | Just Friends                          | Кріс Брендер, музичний продюсер       |
| 2006 | ф  | Козирні тузи                     | Smokin' Aces                          | Річард Месснер                        |
| 2007 | ф  | Дев'ятки                         | The Nines                             | Ґері / Ґевін Тейлор / Ґебріель        |
| 2007 | ф  | Теорія хаосу                     | Chaos Theory                          | Френк Аллен                           |
| 2008 | ф  | Так, можливо                     | Definitely, Maybe                     | Вілл Геєс                             |
| 2008 | ф  | Світлячки у саду                 | Fireflies in the Garden               | Майкл Тейлор                          |
| 2009 | ф  | Парк культури і відпочинку       | Adventureland                         | Майк Коннелл                          |
| 2009 | ф  | Люди-Х: Росомаха                 | X-Men Origins: Wolverine              | Вейд Вілсон / Дедпул                  |
| 2009 | ф  | Освідчення                       | The Proposal                          | Ендрю Пекстон                         |
| 2009 | ф  | Паперова людина                  | Paper Man                             | Капітан Екселент                      |
| 2010 | ф  | Похований живцем                 | Buried                                | Пол Конрой                            |
| 2011 | ф  | Зелений Ліхтар                   | Green Lantern                         | Гел Джордан / Зелений Ліхтар          |
| 2011 | ф  | Хочу як ти                       | The Change-Up                         | Мітч Планко                           |
| 2012 | ф  | Код доступу «Кейптаун»           | Safe House                            | Метт Вестон                           |
| 2012 | ф  | Третій зайвий                    | Ted                                   | Джаред                                |
| 2013 | мф | Сімейка Крудсів                  | The Croods                            | Малий (голос)                         |
| 2013 | мф | Турбо                            | Turbo                                 | Турбо (голос)                         |
| 2013 | ф  | R.I.P.D. Примарний патруль       | R.I.P.D.                              | Нік Вокер                             |
| 2014 | ф  | Голоси                           | The Voices                            | Джеррі / пан Віскерс / Воско (голоси) |
| 2014 | ф  | Полонянка                        | The Captive                           | Метью Лейн                            |
| 2014 | ф  | Мільйон способів втратити голову | A Million Ways to Die in the West     | камео                                 |
| 2015 | ф  | Прогулянка по Міссісіпі          | Mississippi Grind                     | Кертіс                                |
| 2015 | ф  | Жінка в золотому                 | Woman in Gold                         | Ренді Шенберг                         |
| 2015 | ф  | Ціна безсмертя                   | Self/less                             | юний Дем'єн                           |
| 2016 | ф  | Злочинець                        | Criminal                              | Біллі Поуп                            |
| 2016 | ф  | Дедпул                           | Deadpool                              | Вейд Вілсон / Дедпул                  |
| 2017 | кф | Дедпул: Жодних добрих справ      | Deadpool: No Good Deed                | Вейд Вілсон / Дедпул                  |
| 2017 | ф  | Життя                            | Life                                  | Рорі Адамс                            |
| 2017 | ф  | Тілоохоронець кілера             | The Hitman's Bodyguard                | Майкл Брайс                           |
| 2018 | ф  | Дедпул 2                         | Deadpool 2                            | Дедпул, Джаггернаут (голос)           |
| 2019 | ф  | Покемон. Детектив Пікачу         | Pokemon Detective Pikachu             | детектив Пікачу                       |
| 2019 | ф  | Форсаж: Гоббс та Шоу             | Fast & Furious Presents: Hobbs & Shaw | Віктор Лок                            |
| 2019 | ф  | Шестеро поза законом             | Six Underground                       | Перший                                |
| 2020 | мф | Сімейка Крудсів: Нова ера        | The Croods: A New Age                 | Малий (голос)                         |
| 2021 | ф  | Тілоохоронець дружини кілера     | The Hitman's Wife's Bodyguard         | Майкл Брайс                           |
| 2021 | кф | Дедпул і Корґ реагують           | Deadpool and Korg React               | Вейд Вілсон / Дедпул                  |
| 2021 | ф  | Персонаж                         | Free Guy                              | Ґай                                   |
| 2021 | ф  | Червоне повідомлення             | Red Notice                            | Нолан Бут                             |
| 2022 | ф  | Проєкт Адам                      | The Adam Project                      | Адам                                  |
| 2022 | ф  | Швидкісний поїзд                 | Bullet Train                          | Carver                                |
| 2022 | ф  | Дух Різдва                       | Spirited                              | Клінт Бріггс                          |
| 2023 | ф  | Небезпечне побачення             | Ghosted                               | Джонас                                |
| 2024 | ф  | Уявні друзі                      | IF                                    | Кел                                   |
| 2024 | ф  | Дедпул і Росомаха                | Deadpool & Wolverine                  | Вейд Вілсон / Дедпул                  |
| 2026 | ф  | Друзі-тварини                    | Animal Friends                        |                                       |
| 2026 | ф  | Месники: Судний день             | Avengers: Doomsday                    | Вейд Вілсон / Дедпул                  |

### Телебачення
| Рік       |     | Українська назва                | Оригінальна назва                                    | Роль                          |
| --------- | --- | ------------------------------- | ---------------------------------------------------- | ----------------------------- |
| 1991      | с   | П’ятнадцять                     | Fifteen                                              | Біллі Сімпсон (18 епізодів)   |
| 1993      | с   | Одіссея                         | The Odyssey                                          | Лі / Макро (13 епізодів)      |
| 1994      | тф  | Мене звати Кейт                 | My Name Is Kate                                      | Кевін Банністер               |
| 1994      | тф  | Мовчи і служи                   | Serving in Silence: The Margarethe Cammermeyer Story | Енді                          |
| 1995      | с   | За межею можливого              | The Outer Limits                                     | Дерек Тільман (S1-E19)        |
| 1995      | с   | Маршал                          | The Marshal                                          | Рік (S2-E03)                  |
| 1995      | с   | Роки поза законом               | Lonesome Dove: The Outlaw Years                      | Гріффін (S1-E09)              |
| 1996      | с   | Шоу Джона Ларрокетта            | The John Larroquette Show                            | Тоні Гемінґвей (S4-E07)       |
| 1996      | тф  | Коли дружба вбиває              | When Friendship Kills                                | Бен Колсон                    |
| 1996      | с   | Цілком таємно                   | The X-Files                                          | Джей Де Бум (S3-E13)          |
| 1996      | тф  | Холоднокровне вбивство          | In Cold Blood                                        | Боббі Рупп                    |
| 1996      | тф  | Сабріна — юна відьма            | Sabrina the Teenage Witch                            | Сет                           |
| 1997—1998 | с   | За межею можливого              | The Outer Limits                                     | Пол Нодель (S3-E12 та S4-E23) |
| 1998—2001 | с   | Два хлопці і дівчина            | Two Guys and a Girl                                  | Майкл Берген (81 епізод)      |
| 2003      | с   | Клініка                         | Scrubs                                               | Спенс (S2-E22)                |
| 2004—2005 | мс  | Зеромен                         | Zeroman                                              | Тай Чіз (13 епізодів)         |
| 2005      | тф  | Вчитель року                    | School of Life                                       | Містер Ді                     |
| 2009—2017 | с   | SNL                             | Saturday Night Live                                  | гість (3 епізоди)             |
| 2010      | с   | Вулиця Сезам                    | Sesame Street                                        | гість (S41-E13)               |
| 2011—2017 | мс  | Сім'янин                        | Family Guy                                           | різні ролі (3 епізоди)        |
| 2011      | док | Кит                             | The Whale                                            | оповідач                      |
| 2018      | с   | Пізнє шоу зі Стівеном Кольбером | The Late Show with Stephen Colbert                   | Дедпул                        |

### Відеоігри
| Рік  |    | Українська назва                              | Оригінальна назва                     | Роль                         |
| ---- | -- | --------------------------------------------- | ------------------------------------- | ---------------------------- |
| 2011 | вг | Зелений Ліхтар: Повстання мисливців за людьми | Green Lantern: Rise of the Manhunters | Гел Джордан / Зелений Ліхтар |
| 2018 | вг | Marvel Strike Force                           | Marvel Strike Force                   | Дедпул                       |
| 2021 | вг | Fortnite                                      | Fortnite Battle Royale                | Ґай                          |
| 2023 | вг | FIFA 23                                       | FIFA 23                               | Раян Рейнольдс               |
| 2024 | вг | Fortnite                                      | Fortnite Battle Royale                | Вейд Вілсон / Дедпул         |

### Музичні відео
| Рік  | Назва                  | Виконавці         | Роль           | Пос           |
| ---- | ---------------------- | ----------------- | -------------- | ------------- |
| 2009 | Threw It on the Ground | The Lonely Island | Раян Рейнольдс | [ 19 ] [ 20 ] |
| 2018 | Ashes                  | Селін Діон        | Дедпул         | [ 21 ]        |
| 2019 | You Need to Calm Down  | Тейлор Свіфт      | Норман Роквелл | [ 22 ]        |
| 2024 | Chk Chk Boom           | Stray Kids        | ведучий новин  | [ 23 ]        |

## Нагороди та номінації
| Роки | Премії                               | Організації                                             | Номінації                                                            | Робота                                                     | Результат |
| ---- | ------------------------------------ | ------------------------------------------------------- | -------------------------------------------------------------------- | ---------------------------------------------------------- | --------- |
| 2020 | HCA Award                            | Hollywood Critics Association                           | Best Visual Effects or Animated Performance                          | Pokémon Detective Pikachu (2019)                           | Номінація |
| 2019 | Critics Choice Award                 | Broadcast Film Critics Association Awards               | Best Actor in a Comedy                                               | Deadpool 2 (2018)                                          | Номінація |
| 2019 | Grammy                               | Grammy Awards                                           | Best Compilation Soundtrack for Visual Media                         | Deadpool 2 (2018)                                          | Номінація |
| 2019 | People's Choice Award                | People's Choice Awards, USA                             | Favorite Animated Movie Star                                         | Pokémon Detective Pikachu (2019)                           | Номінація |
| 2019 | Aurora Award                         | Prix Aurora Awards                                      | Best Visual Presentation                                             | Deadpool 2 (2018)                                          | Перемога  |
| 2019 | Teen Choice Award                    | Teen Choice Awards                                      | Choice Comedy Movie Actor                                            | Pokémon Detective Pikachu (2019)                           | Номінація |
| 2018 | Dragon Award                         |                                                         | Best Science Fiction or Fantasy Movie                                | Deadpool 2 (2018)                                          | Номінація |
| 2018 | Golden Schmoes                       | Golden Schmoes Awards                                   | Favorite Celebrity of the Year                                       |                                                            | Перемога  |
| 2018 | People's Choice Award                | People's Choice Awards, USA                             | Favorite Action Movie Star                                           | Deadpool 2 (2018)                                          | Номінація |
| 2018 | SDFCS Award                          | San Diego Film Critics Society Awards                   | Best Comedic Performance                                             | Deadpool 2 (2018)                                          | Номінація |
| 2018 | Teen Choice Award                    | Teen Choice Awards                                      | Choice Summer Movie Star: Male                                       | Deadpool 2 (2018)                                          | Номінація |
| 2017 | Golden Globe                         | Golden Globes, USA                                      | Best Performance by an Actor in a Motion Picture — Musical or Comedy | Deadpool (2016)                                            | Номінація |
| 2017 | Saturn Award                         | Academy of Science Fiction, Fantasy & Horror Films, USA | Best Actor                                                           | Deadpool (2016)                                            | Перемога  |
| 2017 | Empire Award                         | Empire Awards, UK                                       | Best Actor                                                           | Deadpool (2016)                                            | Номінація |
| 2017 | Man of the Year                      | Hasty Pudding Theatricals, USA                          |                                                                      |                                                            | Перемога  |
| 2017 | Jupiter Award                        |                                                         | Best International Actor                                             | Deadpool (2016)                                            | Номінація |
| 2017 | People's Choice Award                | People's Choice Awards, USA                             | Favorite Movie Actor                                                 |                                                            | Перемога  |
| 2017 | People's Choice Award                | People's Choice Awards, USA                             | Favorite Action Movie Actor                                          |                                                            | Номінація |
| 2017 | PGA Award                            | PGA Awards                                              | Outstanding Producer of Theatrical Motion Pictures                   | Deadpool (2016)                                            | Номінація |
| 2017 | Streamy Award                        | The Streamy Awards                                      | Best Collaboration                                                   | Honest Trailers (2012). For episode «Logan Feat. Deadpool» | Перемога  |
| 2016 | Critics Choice Award                 | Broadcast Film Critics Association Awards               | Best Actor in a Comedy                                               | Deadpool (2016)                                            | Перемога  |
| 2016 | Critics Choice Award                 | Broadcast Film Critics Association Awards               | Best Actor in an Action Movie                                        | Deadpool (2016)                                            | Номінація |
| 2016 | Golden Schmoes                       |                                                         | Best Actor of the Year                                               | Deadpool (2016)                                            | Перемога  |
| 2016 | Golden Schmoes                       |                                                         | Favorite Celebrity of the Year                                       |                                                            | Номінація |
| 2016 | iHorror Award                        | iHorror Awards                                          | Best Male Performance — Horror Movie                                 | The Voices (2014)                                          | Номінація |
| 2016 | Halfway Award                        | International Online Cinema Awards (INOCA)              | Best Actor                                                           | Deadpool (2016)                                            | Номінація |
| 2016 | Jupiter Award                        |                                                         | Best International Actor                                             | Woman in Gold (2015)                                       | Номінація |
| 2016 | MTV Movie Award                      | MTV Movie + TV Awards                                   | Best Comedic Performance                                             | Deadpool (2016)                                            | Перемога  |
| 2016 | MTV Movie Award                      | MTV Movie + TV Awards                                   | Best Fight                                                           | Deadpool (2016)                                            | Перемога  |
| 2016 | MTV Movie Award                      | MTV Movie + TV Awards                                   | Best Male Performance                                                | Deadpool (2016)                                            | Номінація |
| 2016 | MTV Movie Award                      | MTV Movie + TV Awards                                   | Best Action Performance                                              | Deadpool (2016)                                            | Номінація |
| 2016 | MTV Movie Award                      | MTV Movie + TV Awards                                   | Best Kiss                                                            | Deadpool (2016)                                            | Номінація |
| 2016 | SDFCS Award                          | San Diego Film Critics Society Awards                   | Best Comedic Performance                                             | Deadpool (2016)                                            | Номінація |
| 2016 | Teen Choice Award                    | Teen Choice Awards                                      | Choice Movie: Hissy Fit                                              | Deadpool (2016)                                            | Перемога  |
| 2016 | Teen Choice Award                    | Teen Choice Awards                                      | Choice Movie Actor: Action                                           | Deadpool (2016)                                            | Номінація |
| 2016 | Star on the Walk of Fame             | Walk of Fame                                            | Motion Picture                                                       |                                                            | Перемога  |
| 2015 | Canadian Screen Award                | Canadian Screen Awards, CA                              | Performance by an Actor in a Leading Role                            | The Captive (2014)                                         | Номінація |
| 2015 | Fright Meter Award                   |                                                         | Best Actor                                                           | The Voices (2014)                                          | Номінація |
| 2014 | BTVA Feature Film Voice Acting Award | Behind the Voice Actors Awards                          | Best Vocal Ensemble in a Feature Film                                | The Croods (2013)                                          | Номінація |
| 2012 | People's Choice Award                | People's Choice Awards, USA                             | Favorite Movie Superhero                                             | «Green Lantern»                                            | Перемога  |
| 2012 | People's Choice Award                | People's Choice Awards, USA                             | Favorite Movie Actor                                                 |                                                            | Номінація |
| 2012 | People's Choice Award                | People's Choice Awards, USA                             | Favorite Action Movie Star                                           |                                                            | Номінація |
| 2012 | People's Choice Award                | People's Choice Awards, USA                             | Favorite Comedic Movie Actor                                         |                                                            | Номінація |
| 2011 | Saturn Award                         | Academy of Science Fiction, Fantasy & Horror Films, USA | Best Actor                                                           | Deadpool (2016)                                            | Номінація |
| 2011 | CinemaCon Award                      | CinemaCon, USA                                          | Male Star of the Year                                                |                                                            | Перемога  |
| 2011 | Chainsaw Award                       | Fangoria Chainsaw Awards                                | Best Actor                                                           | Buried (2010)                                              | Перемога  |
| 2011 | Goya                                 | Goya Awards                                             | Mejor Actor Protagonista                                             | Buried (2010)                                              | Номінація |
| 2011 | Gaudí Awards                         |                                                         | Millor Interpretació Masculina Principal                             | Buried (2010)                                              | Номінація |
| 2011 | MTV Movie Award                      | MTV Movie + TV Awards                                   | Best Scared-As-Shit Performance                                      | Buried (2010)                                              | Номінація |
| 2011 | Scream Award                         | Scream Awards                                           | Best Superhero                                                       | Green Lantern (2011)                                       | Номінація |
| 2010 | DFCC                                 | Dublin Film Critics Circle Awards                       | Best Actor                                                           | Buried (2010)                                              | Номінація |
| 2010 | IGN Award                            | IGN Summer Movie Awards                                 | Best Actor                                                           | Buried (2010)                                              | Номінація |
| 2010 | MTV Movie Award                      | MTV Movie + TV Awards                                   | Best Comedic Performance                                             | The Proposal (2009)                                        | Номінація |
| 2010 | MTV Movie Award                      | MTV Movie + TV Awards                                   | Best Fight                                                           | X-Men Origins: Wolverine (2009)                            | Номінація |
| 2010 | MTV Movie Award                      | MTV Movie + TV Awards                                   | Best Kiss                                                            | The Proposal (2009)                                        | Номінація |
| 2010 | People's Choice Award                | People's Choice Awards, USA                             | Favorite Movie Actor                                                 |                                                            | Номінація |
| 2010 | People's Choice Award                | People's Choice Awards, USA                             | Favorite Comedy Star                                                 |                                                            | Номінація |
| 2010 | People's Choice Award                | People's Choice Awards, USA                             | Favorite On-Screen Team                                              | The Proposal (2009)                                        | Номінація |
| 2010 | People's Choice Award                | People's Choice Awards, USA                             | Favorite On-Screen Team                                              | X-Men Origins: Wolverine (2009)                            | Номінація |
| 2009 | Gotham Independent Film Award        | Gotham Awards                                           | Best Ensemble Performance                                            | Adventureland (2009)                                       | Номінація |
| 2009 | Scream Award                         | Scream Awards                                           | Best Supporting Actor                                                | X-Men Origins: Wolverine (2009)                            | Перемога  |
| 2003 | MTV Movie Award                      | MTV Movie + TV Awards                                   | Breakthrough Male Performance                                        | National Lampoon's Van Wilder (2002)                       | Номінація |
| 2011 | Teen Choice Award                    | Teen Choice Awards                                      | Choice Movie Actor: Sci-Fi/Fantasy                                   | Green Lantern (2011)                                       | Номінація |
| 2010 | Teen Choice Award                    | Teen Choice Awards                                      | Choice Movie: Chemistry                                              | The Proposal (2009)                                        | Номінація |
| 2010 | Teen Choice Award                    | Teen Choice Awards                                      | Choice Movie: Liplock                                                | The Proposal (2009)                                        | Номінація |
| 2010 | Teen Choice Award                    | Teen Choice Awards                                      | Choice Movie Actor: Romantic Comedy                                  | The Proposal (2009)                                        | Номінація |
| 2009 | Teen Choice Award                    | Teen Choice Awards                                      | Choice Summer Movie Star: Male                                       | The Proposal (2009)                                        | Номінація |
| 2005 | Teen Choice Award                    | Teen Choice Awards                                      | Choice Movie Scary Scene                                             | The Amityville Horror (2005). George Lutz in the bathtub.  | Перемога  |
| 2003 | Young Hollywood Award                | Young Hollywood Awards                                  | Next Generation — Male                                               |                                                            | Перемога  |
| 1993 | Young Artist Award                   | Young Artist Awards                                     | Best Young Actor Co-starring in a Cable Series                       | Hillside (1990)                                            | Номінація |